# Gemeinde (Senegal)
Die Gemeinde (französisch commune) nimmt in der Verwaltungsgliederung Senegals unterhalb der Départements des Senegal die unterste Ebene der Collectivités territoriales (Gebietskörperschaften) ein, ähnlich den Gemeinden in Deutschland, in Österreich oder den politischen Gemeinden der Schweiz. Die meisten Gemeinden bestehen aus einem Hauptort und weiteren Dörfern (villages), Weilern (hameaux) und Einzelgehöften. Im Gegensatz zu den Gemeinden und Départements sind Dörfer, Arrondissements und Regionen keine Gebietskörperschaften, sondern Verwaltungsbezirke.
Jede Gemeinde verfügt über einen Gemeinderat (Conseil municipal), dessen Mitglieder in direkter Wahl bestimmt werden. Dieser wählt aus seinen Reihen den Bürgermeister (maire) und seine Beigeordneten (Adjoint au maire). Ihre Amtszeit beträgt fünf Jahre. Der Bürgermeister ist Träger der Exekutivgewalt, vertritt die Gemeinde nach außen und verwaltet das Budget.
Im 19. Jahrhundert gründete die französische Kolonialverwaltung die ersten vier Gemeinden (Quatre Communes): Saint-Louis, Gorée, Dakar und Rufisque. In der Folgezeit wurde ihr Status mehrfach geändert und ihre Zahl wuchs stetig. Vor der Unabhängigkeit im Jahr 1960 gab es 34 Gemeinden, seit 2008 waren es 113.
Gemeinden wurden seit der Unabhängigkeit Senegals bis 2013 in der Regel geschaffen durch Herauslösen des Hauptortes aus einer Landgemeinde (communauté rurale), sobald dieser durch Bevölkerungszunahme eine gewisse städtische Bedeutung erlangt hatte. Dabei wurde meist nur ein eng begrenztes Territorium der neugeschaffenen Gemeinde zugeordnet, das oft als Enklave von dem Gebiet der verbleibenden Landgemeinde mit ihren zahlreichen Dörfern und ihrem großflächigen Charakter umschlossen war und die so die bauliche Entwicklung der neuen Gemeinde unter Umständen bald einschränkte. Die verbleibende Landgemeinde ihrerseits erhielt einen neuen Hauptort, mitunter dem bisherigen Hauptort direkt benachbart, aber von eher dörflichem Charakter, Beispiel: Thiadiaye und Séssène, oder Nguékhokh und Sindia.
Mit Gesetz vom 28. Dezember 2013 wurde eine vollständige Kommunalisierung beschlossen. Diese Reform wurde nach den großen Kommunalreformen von 1972 und 1996, die ebenfalls eine Dezentralisierung der staatlichen Verwaltung zum Ziel hatten, „Acte III de la décentralisation“ genannt. Alle Landgemeinden (communautés rurales) und die großstädtischen „communes d’arrondissement“ erhielten den Status von Gemeinden (communes). Seitdem gab es im Land 552 Gemeinden und fünf Großstädte (villes) mit insgesamt 557 Ratsgremien. Mit den Kommunalwahlen am 29. Juni 2014 trat diese Stufe der Dezentralisierung in Kraft. Gleichzeitig wurden die Regionalräte von den neu konstituierten Départementsräten abgelöst.